# Leptoclinides decoratus
Leptoclinides decoratus är en sjöpungsart som beskrevs av Kott 2004. Leptoclinides decoratus ingår i släktet Leptoclinides och familjen Didemnidae. Inga underarter finns listade i Catalogue of Life.